# Botorrita
Botorrita là một đô thị ở tỉnh Zaragoza, Aragon, Tây Ban Nha. Theo điều tra dân số 2004 của Viện thống kê Tây Ban Nha (INE), đô thị này có dân số là 471 người. Diện tích đô thị này là 19 ki-lô-mét vuông. Đô thị này nằm ở độ cao 394 m trên mực nước biển.
Các đô thị giáp ranh: Mozota, La Muela, María de Huerva và Jaulín. 